# Purshia ericifolia
Purshia ericifolia är en rosväxtart som först beskrevs av John Torrey och Samuel Frederick Gray, och fick sitt nu gällande namn av J. Henrickson. Purshia ericifolia ingår i släktet Purshia och familjen rosväxter. Inga underarter finns listade i Catalogue of Life.